# Звірівська сільська рада
Звірівська сільська рада — адміністративно-територіальна одиниця та орган місцевого самоврядування у Ківерцівському районі Волинської області з адміністративним центром у с. Звірів.

## Населені пункти
Сільській раді підпорядковані населені пункти:
- с. Звірів
- с. Веснянка
- с. Олександрія

## Населення
Згідно з переписом УРСР 1989 року чисельність наявного населення сільської ради становила 1202 особи, з яких 545 чоловіків та 657 жінок.
За переписом населення України 2001 року в сільській раді мешкало 1089 осіб.

### Мова
Розподіл населення за рідною мовою за даними перепису 2001 року:
| Мова       | Відсоток |
| ---------- | -------- |
| українська | 99,64 %  |
| російська  | 0,36 %   |

## Склад ради
Рада складається з 16 депутатів та голови.

## Керівний склад сільської ради
| ПІБ                            | Основні відомості                                                                                  | Дата обрання | Дата звільнення |
| ------------------------------ | -------------------------------------------------------------------------------------------------- | ------------ | --------------- |
| Панасович Сергій Святославович | Сільський голова, 1973 року народження, освіта, член Всеукраїнського об'єднання «Батьківщина»      | 26.03.2006   | 31.10.2010      |
| Панасович Сергій Святославович | Сільський голова, 1973 року народження, освіта вища, член Всеукраїнського об'єднання «Батьківщина» | 31.10.2010   |                 |

Примітка: таблиця складена за даними джерела